# Enargia teichi
Enargia teichi är en fjärilsart som beskrevs av Krulikovski 1893. Enargia teichi ingår i släktet Enargia och familjen nattflyn. Inga underarter finns listade i Catalogue of Life.